# Нидем, Эрнест
Э́рнест Ни́дем (англ. Ernest Needham; 21 января 1873 — 8 марта 1936) — английский футболист и крикетист. Всю профессиональную футбольную карьеру провёл в английском клубе «Шеффилд Юнайтед». Также сыграл 16 матчей за национальную сборную Англии.

## Футбольная карьера

### Клубная карьера
Уроженец Уиттингтон-Мора, Честерфилд, Эрнест играл за любительские клубы «Уэйверли», «Стейвли Уондерерс» и  «Стейвли Таун». После товарищеского матча между «Шеффилд Юнайтед» и «Стейвли Таун» в феврале 1891 года, за который Нидем играл на позиции нападающего, ему предложили подписать профессиональный контракт с шеффилдским клубом.
Нидем дебютировал за «Шеффилд Юнайтед» 5 сентября 1891 года в товарищеском предсезонном матче против клуба «Вулидж Арсенал». Он начинал выступать за клуб на позиции правого вингера, но затем закрепился в роли левого хавбека. В сезоне 1892/93 помог команде занять второе место во Втором дивизионе, выиграть «тестовый матч» плей-офф и выйти в Первый дивизион. В сезоне 1894/95 был назначен капитаном «Шеффилд Юнайтед».
В 1895 году зарплата Нидема была повышена до 3 фунтов в неделю. Также Нидем и его одноклубники получали по 10 шиллингов (50 пенсов) за каждую выездную победу и по 5 шиллингов за каждую домашнюю победу или ничью на выезде. В важных матчах игроки могли получать по 5 фунтов стерлингов за победу.
В сезоне 1896/97 «Шеффилд Юнайтед» занял второе место в Первом дивизионе, уступив чемпионский титул «Астон Вилле». В том сезоне команда пропустила только 29 мячей в 30 матчах, что было отличным показателем для футбола того времени. В сезоне 1897/98 «клинки» выиграли чемпионский титул впервые в своей истории.
В 1899 году «Шеффилд Юнайтед» выиграл Кубок Англии, обыграв «Дерби Каунти» в финальном матче. В 1902 году команда повторила успех в Кубке Англии, на этот раз обыграв в финале «Саутгемптон». А годом ранее «клинки» уступили в переигровке финала лондонскому «Тоттенхэм Хотспур». Интересно, что за победу игрокам «Шеффилд Юнайтед» пообещали по 10 фунтов стерлингов, тогда как игрокам «Тоттенхэма» — по 25 фунтов.
Чемпионский титул 1898 года стал единственным для «Шеффилд Юнайтед», хотя в сезоне 1899/00 «клинки» смогли занять второе место, вновь уступив титул «Астон Вилле».
Всего Нидем провёл за «Шеффилд Юнайтед» 554 матча, включая 464 игры в чемпионатах и 49 в Кубке Англии. Его последняя игра состоялась 22 января 1910 года, в ней «Юнайтед» сыграл против «Болтон Уондерерс».

### Карьера в сборной
7 апреля 1894 года дебютировал в составе национальной сборной Англии в матче против сборной Шотландии. Выступал за сборную до 1902 года, сыграв 16 матчей и забив 3 гола (все три — в матчах против Уэльса, 29 марта 1897 года, 20 марта 1899 года и 18 марта 1901 года). 18 марта 1901 года стал первым игроком в истории «Шеффилд Юнайтед», вышедшим на поле с капитанской повязкой сборной Англии.
Также провёл 10 матчей за сборную Футбольной лиги Англии.

## Характеристики и стиль игры
Эрнест Нидем отличался «крепким телосложением» и «исключительной выносливостью», а также скоростью и «настойчивостью». Получив мяч, он очень редко терял его. Его называли «принцем хавбеков». Алфред Гибсон писал о Нидеме в 1906 году:

Кое-что выделяло Эрнеста Нидема из типичного списка хавбеков: он не был исключительно созидателем или разрушителем, он сочетал в себе эти качества. Он мог опуститься к своим воротам, чтобы помочь своей защите или закрыть быстрый прорыв по своему флангу, и через короткое время он уже подключался к атаке, помогая своим нападающим, создавая моменты при любой возможности. Откуда у него была такая скорость, это загадка. Кажется, он никогда не ускоряется, но всё равно перемещается с высокой скоростью. Он никогда не кажется уставшим, хотя в больших матчах он работает за троих.

## Игра в крикет
Помимо футбола играл в крикет за крикетный клуб графства Дербишир вместе с другим игроком «Шеффилд Юнайтед» Уильямом Фулком.

## Книга
В 1901 году вышла книга Нидема под названием «Футбол ассоциации» (Association Football). В ней были главы «Футбол как спорт», «Форварды и игра форвардов», «Игра защитников и хавбеков», «Тренировки и капитанство», «Лига и её успехи», «Футбол прошлого и настоящего» и «Некоторые многообещающие игроки». В книге он поделился своим опытом игрока и высказал ряд идей по тактике и использованию расстановок. Книга получила положительные отзывы в прессе.

## Достижения
«Шеффилд Юнайтед»
- Чемпион Первого дивизиона: 1897/98
  - Второе место Первом дивизионе:  1896/97, 1899/00
- Обладатель Кубка Англии: 1899, 1902
  - Финалист Кубка Англии: 1901

Сборная Англии
- Чемпион Домашнего чемпионата Британии: 1894, 1898, 1899, 1901